# Megachile montenegrensis
Megachile montenegrensis är en biart som beskrevs av Dours 1873. Megachile montenegrensis ingår i släktet tapetserarbin, och familjen buksamlarbin. Inga underarter finns listade i Catalogue of Life.